# Ferhat Abbas
Pour les articles homonymes, voir Ferhat et Abbas.
Ferhat Abbas (en arabe : فرحات عباس, en kabyle : Ferḥat Σebbas, en tifinagh : ⴼⵕⵃⴰⵜ ⵄⴱⴱⴰⵙ) né le 24 août 1899 à Chahna (commune mixte de Taher, actuelle Oudjana) wilaya de Jijel et mort le 24 décembre 1985 à Alger, est un chef nationaliste et homme d'État algérien.
Fondateur de l'Union populaire algérienne (UPA), et de l’Union démocratique du manifeste algérien (UDMA), rallié au Front de libération nationale (FLN) durant la Guerre d'Algérie, président du premier gouvernement provisoire de la République algérienne (GPRA) de 1958 à 1961, il est élu président de l’Assemblée nationale constituante après l’indépendance.

## Biographie

### Enfance et formation
Ferhat Abbas est né le 24 août 1899 à Ouadjana, faisant alors partie de la commune mixte de Taher, dans la wilaya de Jijel. Son père était le caïd Saïd Ben Ahmed Abbas, qui fut commandeur de la légion d'honneur, et sa mère Maga Bint Ali. Sa famille, originaire de Tizi N'Bechar dans le nord-est de Sétif, a dû quitter la région après l'échec de la révolte menée en 1871 par Mohamed El Mokrani. Le grand-père est alors chassé de ses terres par les autorités françaises et reconduit à la condition de fellah. Condamné à être ouvrier agricole, il descend des Hauts-plateaux pour se rendre sur la côte,,.
Entré à l’école française à dix ans, Ferhat Abbas fait ses études primaires à Jijel et, bon élève, est envoyé à quinze ans avec une bourse pour poursuivre des études secondaires à Philippeville (actuelle Skikda). De 1921 à 1924, il fait son service militaire et, dès cette époque, écrit des articles pour différents journaux sous divers pseudonymes, dont « Kamel Abencérages ».
Étudiant en pharmacie à l’université d'Alger de 1924 à 1933, il est un membre actif de l’Amicale des étudiants musulmans d’Afrique du Nord (AEMAN), dont il est vice-président en 1926-1927 et président de 1927 à 1931, date à laquelle il transforme l’amicale en association. Il est également élu vice-président de l’Union nationale des étudiants de France (UNEF) lors du congrès d’Alger en 1930,

### Lutte contre l’idéologie coloniale
À la fin des années 1920, avant de se prendre d'admiration pour Léon Blum, Ferhat Abbas entretient une correspondance avec Charles Maurras. Il espérait que son nationalisme soit ainsi mieux compris par le penseur de l'Action française, qui condamnait la colonisation en vertu de son nationalisme intégral opposé à l'expansionnisme,. Il fonde d'ailleurs l'Action algérienne association et journal qui prônent la démocratie dans les instances locales en Algérie.
Dans le cadre de la colonisation de l'Algérie, Ferhat Abbas est d’abord favorable à la politique d’assimilation avec un maintien du statut personnel, il milite activement au Mouvement de la jeunesse algérienne, qui réclame l’égalité des droits dans le cadre de la souveraineté française et développe sa propre pensée.
En 1931, il publie le livre Le Jeune Algérien, regroupant notamment ses articles écrits dans les années 1920, et dont la thèse se rapporte à la lutte contre la colonisation, pour assurer l’entente entre les Français et musulmans. Il dénonce notamment « cent ans de colonisation française ». Dans ce livre, il est aussi question d’« algérianité », de convoitise des colons, d’État algérien et d’islam : « Nous sommes chez nous. Nous ne pouvons aller ailleurs. C’est cette terre qui a nourri nos ancêtres, c’est cette terre qui nourrira nos enfants. Libres ou esclaves, elle nous appartient, nous lui appartenons et elle ne voudra pas nous laisser périr. L’Algérie ne peut vivre sans nous. Nous ne pouvons vivre sans elle. Celui qui rêve à notre avenir comme à celui des Peaux-Rouges d’Amérique se trompe. Ce sont les Berbères qui ont fixé, il y a quatorze siècles, le destin de l’Algérie. Ce destin ne pourra pas demain s’accomplir sans eux. »
Diplômé docteur en pharmacie en 1933, il s’établit à Sétif, où il devient rapidement une importante figure politique en devenant conseiller général en 1934, conseiller municipal en 1935 puis membre des Délégations financières (qui tiennent lieu d’Assemblée algérienne, mais avec des compétences limitées). Il adhère à la Fédération des élus musulmans du département de Constantine et devient rédacteur de son organe de presse, l’hebdomadaire L’Entente franco-musulmane (communément appelé « L’Entente ») ; très vite remarqué par son président, le docteur Bendjelloul, qui, en 1937, le promeut rédacteur en chef du journal.
C’est là que, le 23 avril 1936, il publie un article intitulé « La France, c’est moi », dans lequel il brûle les idoles nationalistes de sa jeunesse et affirme que les destins algériens et français doivent demeurer liés : 
« Si j’avais découvert la nation algérienne, je serais nationaliste et je n’en rougirais pas comme d’un crime. Mais je ne mourrai pas pour la patrie algérienne parce que cette patrie n’existe pas. J’ai interrogé l’histoire, j’ai interrogé les vivants et les morts, j’ai visité les cimetières, personne ne m’en a parlé. Sans doute ai-je trouvé l’Empire arabe, l’Empire musulman qui honorent l’islam et notre race, mais les Empires se sont éteints. On ne bâtit pas sur du vent. Nous avons donc écarté une fois pour toutes les nuées et les chimères pour lier définitivement notre avenir à celui de l’œuvre française dans ce pays. »
Plus radical dans son combat et dans ses revendications, dénonçant notamment le « code de l’indigénat », Mohammed Bendjelloul fonde son propre parti en 1938, l’Union populaire algérienne. L’Entente devient alors un moyen d’expression politique pour Ferhat Abbas.

### Vers la cause nationaliste
La période de la Seconde Guerre mondiale joue un rôle important dans l’évolution de Ferhat Abbas, en mettant un terme à ses espoirs d’« égalité dans le cadre d’une souveraineté française », le convainquant que le colonialisme était « une entreprise raciale de domination et d’exploitation » dans laquelle même les élites républicaines françaises les plus éclairées étaient entièrement impliquées.
Ferhat Abbas est engagé volontaire dans l’armée française en 1939, puis il tente de dialoguer avec le régime de Vichy. Le 16 décembre 1940, il demande, dans une lettre adressée au gouverneur général Jean-Marie Charles Abrial, à faire partie de la commission financière de l'Algérie.
Le 10 avril 1941, il adresse au maréchal Pétain, chef du régime de Vichy, un rapport intitulé « L’Algérie de demain », appelant son attention sur le sort des indigènes musulmans et réclamant prudemment des réformes : Pétain lui répond poliment, mais ne prend aucun engagement. Après le débarquement allié en Afrique du Nord, Abbas se tourne vers l’amiral Darlan, maintenu au pouvoir par les Alliés, mais ce dernier fait, pour le sort des musulmans comme pour celui des juifs d’Algérie, le choix de l’immobilisme.
Ferhat Abbas publie, le 10 février 1943, un manifeste demandant un nouveau statut pour l’Algérie, qui va beaucoup plus loin que ses précédentes requêtes : le « Manifeste du peuple algérien », suivi d’un additif en mai, un « Projet de réformes faisant suite au Manifeste du Peuple algérien » faisant notamment allusion à une « nation algérienne ». Le projet est alors soumis à la Commission des réformes économiques et sociales musulmanes tout juste créée par le gouverneur général Peyrouton. Mais son successeur, le général Georges Catroux, bloque le projet et rejette les initiatives prises par Ferhat Abbas qui est, de septembre à décembre, assigné à résidence à In Salah par le général de Gaulle, chef du Comité français de libération nationale.
De Gaulle répond par la suite en partie aux réclamations des musulmans : par l'ordonnance du 7 mars 1944, il permet l’accession de dizaines de milliers de musulmans à la citoyenneté française, sans pour autant toucher au statut coranique, et constitue des assemblées locales, comptant deux cinquièmes d’élus indigènes. Abbas et ses amis jugent cependant ces concessions insuffisantes. Le 14 mars 1944, Abbas crée l’association des Amis du manifeste et de la liberté (AML) soutenu par le cheikh Mohamed Bachir El Ibrahimi de l’Association des oulémas et par Messali Hadj du Parti du peuple algérien (PPA). En septembre 1944, il crée l’hebdomadaire Égalité (avec pour sous-titre Égalité des hommes - Égalité des races - Égalité des peuples). Au lendemain des émeutes de Sétif de mai 1945, tenu pour responsable avec Mohammed Bachir et Chérif Saâdane, il est arrêté et l’association des AML est dissoute. Libéré en 1946, Ferhat Abbas et son compagnon de cellule Ahmed Chérif Saâdane fondent l’Union démocratique du manifeste algérien (UDMA). Outre Saâdane, il est alors entouré de militants plus jeunes, comme Ahmed Boumendjel, Ahmed Francis ou Kaddour Sator. En juin, le parti obtient onze des treize sièges du deuxième collège à la seconde Assemblée constituante et Ferhat Abbas est élu député de Sétif.

### Combat indépendantiste

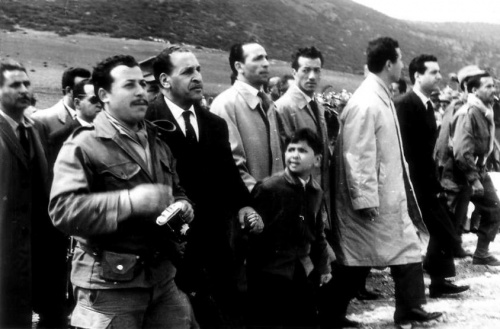
Ferhat Abbas, Mohamed Boudiaf, Rabah Bitat, Ahmed Ben Bella et Hocine Aït Ahmed en 1962 à la frontières algéro-marocaine.

Après le refus à deux reprises de son projet sur le statut de l’Algérie, il démissionne de l’Assemblée en 1947. Il durcit alors ses positions, l’hebdomadaire l’Égalité devient, en février 1948, Égalité - République algérienne puis République algérienne en juin de la même année. Alors qu’il y annonce dès 1953 une rupture imminente et définitive, le Front de libération nationale (FLN) lance le 1er novembre 1954 les premières actions armées et marque le début de la « Révolution algérienne ».
Il rejoint, d’abord secrètement, en mai 1955 le FLN, après plusieurs rencontres avec Abane Ramdane et Amar Ouamrane, puis annonce publiquement son ralliement et la dissolution officielle de l’UDMA lors d’une conférence de presse au Caire le 25 avril 1956. Dès le 20 août 1956, à l’issue du Congrès de la Soummam, il devient membre titulaire du Conseil national de la Révolution algérienne (CNRA), puis entre au Comité de coordination et d'exécution (CCE) en 1957. Ferhat Abbas devient ensuite président du premier gouvernement provisoire de la République algérienne (GPRA) à sa création le 19 septembre 1958, puis du second GPRA, élu par le CNRA en janvier 1960. En août 1961, considéré comme n’étant pas assez ferme face au gouvernement français, il est écarté du GPRA et remplacé par Benyoucef Benkhedda.
À l’indépendance de l’État algérien, lors de la « Crise de l'été 1962 », opposant le GPRA de Benkhedda et le bureau politique du FLN, Ferhat Abbas rallie le 16 juillet les partisans d'Ahmed Ben Bella, tout en désapprouvant le principe de parti unique retenu par le programme du congrès de Tripoli. Il succède à Abderrahmane Farès, président de l’exécutif provisoire, et devient le président, élu par 155 voix contre 36 blancs ou nuls, de la première Assemblée nationale constituante (ANC) fixée le 20 septembre (en tant que député FLN de Sétif). Le 25 septembre 1962, il proclame la naissance de la République algérienne démocratique et populaire.

### Militant démocrate
Il quitte ses fonctions le 15 août 1963 à la suite de son profond désaccord avec la politique de « soviétisation » de l’Algérie par Ahmed Ben Bella, en dénonçant « son aventurisme et son gauchisme effréné ». Cette prise de position le fait exclure du FLN et lui vaut d'être emprisonné à Adrar, dans le Sahara, la même année. Il est libéré en mai 1965, à la veille du coup d’État du 19 juin par Houari Boumédiène.
Retiré de la vie politique, mais toujours militant et fervent démocrate, il rédige avec Benyoucef Benkhedda, Hocine Lahouel, ex-secrétaire général du PPA-MTLD, et Mohamed Kheireddine, ex-membre du CNRA, en mars 1976, un « Appel au peuple algérien », réclamant des mesures urgentes de démocratisation et dénonçant « le pouvoir personnel » et la Charte nationale élaborée par Boumédiène. Il est alors une nouvelle fois assigné à résidence jusqu’au 13 juin 1978. En 1980, il publie ses mémoires, Autopsie d’une guerre, puis se livre, en 1984, dans L’Indépendance confisquée, à une virulente dénonciation de la corruption et de la bureaucratie qui régnaient en Algérie, engendrées par les régimes successifs de Ben Bella et Boumédiène. Le 30 octobre 1984, dans sa villa du quartier de Kouba, il est décoré au nom du président alors en exercice, Chadli Bendjedid, de la médaille du résistant.
Ferhat Abbas est mort à Alger le 24 décembre 1985. Il est enterré au carré des martyrs du cimetière d'El Alia à Alger.

## Publications
- Le Jeune Algérien, La Jeune Parque, Paris, 1931 [réédition Garnier, 1981. Le Jeune Algérien : 1930. De la colonie vers la province. (suivie de) Rapport au maréchal Pétain : avril 1941, (ISBN 2-7050-0358-4).
- J’accuse l’Europe, Libération, Alger, 1944.
- Guerre et révolution I : La nuit coloniale, éditions Julliard, Paris, 1962.
- Autopsie d’une guerre : L’aurore, éditions Garnier, Paris, 1980  (ISBN 2-7050-0290-1).
- L’Indépendance confisquée, éditions Flammarion, Paris, 1984  (ISBN 2-0806-4718-0).
- Demain se lèvera le jour, Alger-Livres éditions, Alger, 2010  (ISBN 978-9-9478-9719-5).
- Le Manifeste du peuple algérien - suivi du Rappel au peuple algérien, Orients, 2014,

## Hommages et mémoire
Plusieurs bâtiments ou lieux publics portent le nom de Ferhat Abbas, comme l'aéroport Ferhat-Abbas de Jijel et l'université Ferhat-Abbas de Sétif.
De plus, des mémoriaux ont été érigés à l’aéroport de Jijel à Bouafroune, localité de sa naissance (projet). Un enjeu de mémoire existe au sujet de sa maison natale, actuellement utilisée comme bâtiment agricole.